# Federale begroting (België)
De Belgische Federale Begroting geeft een overzicht van alle geschatte ontvangsten en uitgaven voor de Federale Overheid in een welbepaald jaar. Deze dient goedgekeurd te worden door de Kamer van volksvertegenwoordigers en geeft de toestemming tot het innen van ontvangsten en de autorisatie tot uitgave. Deze begroting bestaat uit drie delen:
- De Rijksmiddelenbegroting; raming van de ontvangsten;
- De Algemene Uitgavenbegroting; raming van de uitgaven;
- De Algemene Toelichting; bijkomende analyses over de cijfers in de begroting

De minister van Begroting Vincent Van Peteghem is bevoegd voor de opmaak van de begroting in samenwerking met de FOD BOSA.

## Wettelijke basis
De beginselen van het begrotingsrecht zijn terug te vinden in Deel V: De Financiën van de Belgische Grondwet. De artikelen 170 tot en met 181 vormen de grondwettelijke basis voor de Belgische staatsfinanciën.
Daarnaast heeft men begin deze eeuw de budgettaire en de financiële organisatie hervormd van de Federale Staat in het licht van het New Public Management.
Daarnaast moet er ook rekening gehouden worden met de Europese regels om de stabiliteit van de euro te garanderen. Deze worden ook wel de Six Pack of de Maastrichtnormen genoemd. De bekendste regels zijn een maximaal begrotingstekort van 3% van het BBP en een overheidsschuld van 60% van het BBP.

## Algemene begrotingsprincipes
De opmaak van de Federale begroting is onderhevig aan een aantal belangrijke principes die toegepast worden bij alle FOD’s en POD’s.

### Wettelijkheid
De goedkeuring van de begroting en het invoeren van belastingen en de gebeurt door middel van de goedkeuring van een wet.

### Annualiteit
De uitgaven worden vastgelegd voor één jaar (1 januari - 31 december) en zijn niet zomaar overdraagbaar. Dit geldt eveneens voor de belastingwetten die ook jaarlijks moeten worden gestemd.

### Specialiteit
Alle uitgavenposten moeten specifiek worden opgenomen volgens aard van de uitgave en worden onderverdeeld in verschillende begrotingsprogramma’s. Dit wil zeggen dat de budgetten van het ene begrotingsartikel niet zomaar mogen gebruikt worden voor andere te uitgaven te bekostigen.
Het Rekenhof waakt erover dat geen artikel van de uitgaven van de begroting wordt overschreden en dat geen overschrijving (transfer tussen begrotingsartikelen) plaats heeft. Het Rekenhof heeft permanent en onmiddellijk toegang tot de budgettaire aanrekeningen.
De controleurs van de vastleggingen zien erop toe dat de uitgaven juist worden aangerekend op de basisallocaties en dat deze laatste niet worden overschreden.
Een uitzondering op het beginsel van specialiteit is de dotatiebegroting. Het krediet van de dotatie wordt verleend door de uitgavenbegroting, maar de besteding ervan wordt bepaald door de ontvangende instelling. Voorbeelden hiervan zijn onder andere het Federaal Parlement,  de koninklijke familie, het Rekenhof, het Grondwettelijk Hof, en de politieke partijen in het parlement.

### Eenheid van de begroting
Er mag slechts één begroting bestaan die ontvangsten en de uitgaven van alle diensten groepeert.
Deze regel schept duidelijkheid en oprechtheid met als doel  een goed beheer van de overheidsfinanciën te waarborgen.
Alle onderdelen van de begroting (Rijksmiddelenbegroting, Algemene Uitgavenbegroting en Algemene toelichting worden tegelijkertijd ingediend tegen 31 oktober van het jaar dat voorafgaat aan het betrokken begrotingsjaar.

### Universaliteit
Alle ontvangsten en uitgaven moeten op de begroting en in de rekeningen worden gebracht.
Het is dus verboden om compensaties te doen tussen ontvangsten en uitgaven.

#### Non-attractiebeginsel van de ontvangsten
Het non-attractiebeginsel of de niet-toewijzing van de ontvangsten stelt dat de gezamenlijke ontvangsten bestemd zijn voor de gezamenlijke uitgaven. En is net als het principe van kaseenheid een logisch gevolg van het principe van de universaliteit. Het betekent dat de gezamenlijke ontvangsten geïnd door de Schatkist voor rekening van de Staat opgaan in één enkele massa die zonder onderscheid van bron, de gezamenlijke uitgaven dekt van de Staat.
Een afwijking hierop zijn begrotingsfondsen waarbij de ontvangsten van deze fondsen rechtstreeks toegewezen Een voorbeeld hiervan is het begrotingsfonds van Defensie waarbij de ontvangsten uit de verkoop van materieel en kazernes gebruikt kunnen worden voor nieuwe investeringen in materieel en infrastructuur.

#### Kaseenheid
De eenheid van kas is een regel die net als het non-attractiebeginsel van de ontvangsten voortvloeit uit het universaliteitsprincipe van de begroting. Deze stelt dat geen uitgave kan worden gedaan zonder de tussenkomst van de Minister van Financiën, hierop zijn een aantal wettelijke uitzonderingen voorzien. Daarnaast worden alle ontvangsten gecentraliseerd onder het gezag van de Minister van Financiën.

### Openbaarheid
De begroting is door iedereen raad te plegen en wordt in een openbare zitting gestemd. openbaar Ook de diverse media dragen in ruime mate bij tot de openbaarheid van de begrotingen.

## Rijksmiddelenbegroting (ontvangsten)
De ontvangsten van de overheid worden geschat in de ‘’’Rijksmiddelenbegroting’’’. Deze zijn onder te verdelen in de fiscale- en parafiscale ontvangsten alsook de niet-fiscale ontvangsten.
Hieronder verstaat men de verschillende belastingen maar ook de sociale bijdragen van de werkgevers en werknemers die bestemd zijn voor de financiering van de sociale zekerheid. Een kleiner aandeel van de ontvangsten wordt gevormd door de niet-fiscale ontvangsten.

### Fiscale- & Parafiscale ontvangsten
Het overgrote deel van de totale ontvangsten bestaan uit de fiscale ontvangsten (belastingen) en parafiscale ontvangsten (sociale bijdragen).
Deze fiscale ontvangsten bestaan uit een zeer divers gamma aan belastingen: personenbelasting, vennootschapsbelasting,  BTW, invoerrechten, accijnzen, roerende voorheffingen.
De parafiscale lasten zijn de RSZ-bijdragen die de werkgevers en werknemers dienen te betalen in het kader van de Sociale Zekerheid en worden berekend op het brutoloon van de werknemers.

### Niet-Fiscale Ontvangsten
Hieronder verstaat men de verwachte ontvangsten die niet voortkomen uit de belastingwetten. Dit is een allegaartje van ontvangsten die door de verschillende FOD’s worden geïnd. Voorbeelden hiervan zijn de verkoop van reispassen, publicaties in het Belgisch Staatsblad, monopolierente van de Natonale Loterij, dividenden uit overheidsparticipaties bij bedrijven (vb. Proximus, Bpost, BNP Paribas)...

#### Alternatieve financiering
Uit de verkoop van overheidseigendommen kan de overheid ook middelen genereren om overheidsprojecten te genereren en/of de staatsschuld aflossen. Dit kan gaan over privatisering van overheidsbedrijven, verkoop van militaire domeinen of de verkoop van goud.

#### Leningen
Een andere methode om het tekort op de begroting te financieren kan men voorzien door overheidsschuld aan te gaan. Dit kan men doen met kortlopende schatkistcertificaten (3-6 maanden) of op 1 jaar. Daarnaast kan de schatkist OLO’s uitgeven. 
Voor particulieren is er de staatsbon, ook een soort obligatie. Een bekend voorbeeld is de “Letermebon” uit 2011 die toen 5,7 miljard euro opbracht. In augustus/september 2023 is er een nieuwe uitgifte, met een aantrekkelijke rente. Deze heeft mede tot doel banken te stimuleren om hun spaarrentes te verhogen. Nederlanders moeten er rekening mee houden dat staatsbons in box 3 niet vallen onder banktegoeden, maar onder 'overige bezittingen'.

## Algemene Uitgavenbegroting (uitgaven)
De uitgaven worden opgenomen in de ‘’’Algemene Uitgavenbegroting’’’. Dit is een limitatieve lijst voor een welbepaald jaar (de Algemene Uitgavenbegroting) en geeft de uitvoerende macht de autorisatie om uitgaven te doen.Deze is echter niet verplicht om het totaal ingeschreven bedrag uit te geven, zij kan ook beslissen om minder uit te geven.
Deze middelen dienen om overheidsbeleid mee te voeren: politie, defensie, justitie, toelages aan erediensten, gevangenissen, subsidies, personeelskosten, werkingskosten, investeringen...
Een belangrijk onderdeel van de uitgaven is de financiering van de gemeenschappen en gewesten die opgenomen zijn in de Bijzondere Financieringswet.

## Algemene toelichting bij de begroting
De Algemene Toelichting is een informatief document die samen met de Rijksmiddelenbegroting en Algemene Uitgavenbegroting  wordt ingediend uiterlijk tegen 31 oktober van het begrotingsjaar -1. Hierover dient niet gestemd te worden.
Deze bevat de volgende componenten:
- De ontleding en de synthese van de begrotingen: geeft een “eenheid van begroting” tussen de ontvangsten en de uitgaven;
- Een economisch verslag: weergave van de internationale economische context en de economische evolutie van België;
- Een financieel verslag: weergave van de grote beleidskeuzes voor elke sector van het overheidsbeleid;
- Een meerjarenraming;
- Een Zilvernota, waarin de regering haar beleid met betrekking tot de vergrijzing uiteenzet.[9]

## Opmaken van de begroting
Het opstellen van de begroting en de bijbehorende discussies nemen ongeveer het hele jaar in beslag. Deze gebeuren in het jaar voorafgaand aan het bewuste begrotingsjaar.
In de  eerste plaats treedt de Federale regering op, die het ontwerp van de begroting moet opstellen en vervolgens het parlement, die het ontwerp dient te behandelen en goed te keuren.
Het leeuwendeel van de technische begrotingsvoorbereiding gebeurt onder toezicht en impuls van de minister van Begroting, daarin bijgestaan door de FOD Budget en Beheerscontrole en de Inspectie van Financiën.
Een chronologisch overzicht:
- April:  De minister van Begroting stelt een omzendbrief op waarin uitgelegd wordt op basis van welke technische parameters en principes de begroting opgemaakt moet worden.
- Mei: Aan de hand van de richtlijnen in deze omzendbrief stelt elke minister met zijn administratie een voorbereiding  van de begroting van zijn FOD op. Die voorstellen worden voor advies voorgelegd aan de Inspecteur van Financiën. De Inspecteur is geaccrediteerd bij het betrokken departement en functioneert als budgettair en financieel adviseur van de bevoegde minister bij het betrokken departement. Daarnaast maakt die een verslag op voor de minister van Begroting.
- Juni:  Bilaterale vergaderingen (discussie tussen de FOD’s en de minister van Begroting ). Deze worden ook  de ‘’’technische bilaterales’’’ genoemd.
- September:  ‘’’politieke bilaterales’’’ op beleidscellen over allerlei knelpunten: primaire uitgaven,  verzamelen en evalueren van de ramingen van de fiscale ontvangsten, de interestlasten, de ontvangsten en uitgaven van de stelsels van sociale zekerheid, …
- Oktober:  Afronding politieke discussie en goedkeuring van de definitieve cijfers door de Ministerraad tijdens het begrotingsconclaaf. Daarna moeten de documenten bij de Kamer van volksvertegenwoordigers worden ingediend, dit uiterlijk op 31 oktober van het jaar dat het begrotingsjaar voorafgaat.
- November –december:  De voorstellen worden eerst in de Kamercommissies Begroting en Financiën besproken en daarna in de openbare vergadering. Het Rekenhof treedt hierbij op als begrotingsspecialist van de Kamer. De goedkeuring van de begroting is een grondwettelijk prerogatief van de Kamer van volksvertegenwoordigers. Uiterlijk op 31 december voorafgaand aan het begrotingsjaar moet de begroting goedgekeurd zijn.[10]

### Voorlopige kredieten en de Financiewet
Wanneer er voor 31 december van het jaar voorafgaand aan het begrotingsjaar er géén goedgekeurde begroting gestemd zal worden doet de regering een beroep op het stelsel van de voorlopige kredieten en de Financiewet. Dit om de continuïteit van de overheid te kunnen waarborgen. In België kent men geen Government shutdown zoals in de Verenigde Staten.
Op donderdag 31 oktober 2019 om middernacht werden de kredieten van de Federale Overheid echter geblokkeerd. Hierdoor kon de overheid géén betalingen uitvoeren. Dit kwam omdat de koning de wet op de voorlopige twaalfden niet tijdig kon ondertekenen. Wanneer het systeem van voorlopige twaalfden van toepassing is dient deze namelijk om de twee maanden herbevestigd worden. 
De geplande stemming eind oktober 2019 voor de maanden november en december 2019 kon niet doorgaan door een amendement dat werd goedgekeurd om meer middelen aan de zorgsector toe te kennen. Omdat deze pas op 31 oktober 2019 pas goedgekeurd werd, wat normaal gezien géén probleem is om een shutdown te vermijden, werd besloten om de kredieten tijdelijk te blokkeren tot maandag 4 november 2019. In deze periode kon de overheid géén betalingen doen, wat in theorie neerkomt op een "shutdown". In deze periode, waarin een wettelijke feestdag is inbegrepen, waren er echter géén uitgaven met begrotingsimpact voorzien. De blokkering betekent niet dat de overheid stopt met werken, dat lonen niet meer betaald kunnen worden of dat kantoren tijdelijk sluiten.
De Financiewet zorgt ervoor dat de belastingwetten kunnen blijven doorlopen en er leningen kunnen worden aangegaan. Het stelsel van de voorlopige kredieten geeft een autorisatie tot uitgave voor een maximum van 4/12e van de laatst goedgekeurde begroting. De contractuele en wettelijke verplichtingen worden hier niet in meegeteld en blijven doorlopen. Het is echter tijdens die periode niet toegestaan om nieuwe investeringen aan te gaan.

## Begrotingsrekening
Vóór 30 juni van elk jaar dient de Minister van Begroting bij de Kamer van volksvertegenwoordigers het ontwerp van wet ter goedkeuring van de algemene rekening van het algemeen bestuur in. Voordien heeft de Minister van Begroting, vóór 31 maart van het jaar volgend op het begrotingsjaar, de algemene rekening van het algemeen bestuur opgesteld. Daarin zijn de jaarrekeningen en de uitvoeringsrekening van de begroting vervat. Die algemene rekening wordt samen met de opmerkingen door het Rekenhof overgezonden aan de Kamer van volksvertegenwoordigers.

## Tekort
De federale begroting heeft (net als die van veel andere landen) een structureel begrotingstekort. Na slechts -0,7% in 2017, bereikte het tekort een dieptepunt van -8,9 % in 2020 door de coronacrisis.
- 2010: -4,1%
- 2011: -4,3%
- 2012: -4,3%
- 2013: -3,1%
- 2014: -3,1%
- 2015: -2,4%
- 2016: -2,4%
- 2017: -0,7%
- 2018: -0,9%
- 2019: -2,0%
- 2020: -8,9%
- 2021: -5,4%
- 2022: -3,5%